# Dry Creek
Dry Creek est une localité d'Alaska (CDP) aux États-Unis, appartenant à la Région de recensement de Southeast Fairbanks. Sa population était de 94 habitants en 2010.
Elle est située à l'ouest de Dot Lake, sur la Route de l'Alaska, au sud-est de Fairbanks, au sud de la rivière Tanana, au pied de la montagne Horn.
Les températures extrêmes vont de −36 °C en hiver à 22 °C en été.
L'endroit a d'abord été occupé par les ouvriers travaillant à la construction de la route et leur famille. Entre 1971 et 1973 les membres de la communauté religieuse du Living Word Ministry s'y installent à leur tour.
L'économie locale est basée sur le commerce et quelques entreprises.

## Démographie
| 1990 | 2000 | 2010 | - |
| ---- | ---- | ---- | - |
| 106  | 128  | 94   | - |